# Val-des-Prés

Val-des-Prés este o comună în departamentul Hautes-Alpes, Franța. În 1 ianuarie 2022 avea o populație de 610 de locuitori.